# Rezijansko narečje
Rezijansko narečje ali rezijanščina (rezijansko rozajanski langač ali lengač) je slovensko narečje, ki se govori v Reziji, dolini v italijanskih Zahodnih Julijskih Alpah. Nekateri italijanski nacionalistični krogi kot npr. organizacija Identità e Tutela Val Resia (Identiteta in Zaščita Dolina Rezija) trdijo, da je rezijanščina samostojen jezik, a je zakon o zaščiti slovenske manjšine v Furlaniji - Julijski krajini, ki ga je sprejel tamkajšnji deželni svet oktobra 2007, zaobjel tudi rezijanščino med slovenska narečja. Uvrščajo jo tudi med slovanske mikrojezike.
Zaradi izoliranosti rezijanskega narečja od ostalega slovenskega govornega območja, ki je posledica naravne lege ter državne meje med Italijo in Slovenijo, se rezijanska fonetika bistveno razlikuje od ostalih slovenskih narečij. Rezijanščina ima celo drugačno abecedo, ki vsebuje črko W. Na besedišče in naglas je bistveno vplivala italijanščina, rezijanščina pa je ohranila tudi veliko arhaizmov, ki se v sodobni slovenščini ne uporabljajo več. Rezijanščina je tudi edino slovensko narečje, ki je ohranilo aorist.
Rezijansko narečje govori okoli 1.500 ljudi. Od 2008 izhaja rezijanski časopis Näš glas.

## Zgodovinski razvoj in jezikovne posebnosti
Večina sodobnih lingvistov obravnava rezijanščino kot prehodno narečje med koroškimi in primorskimi narečji slovenskega jezika. V razvoju rezijanščine so opredeljeni trije različni zgodovinski sloji. Najstarejši je koroški sloj, in sicer specifična rezijanska različica ziljskega narečja koroške narečne skupine, ki se govori južno od Beljaka, v Kanalski dolini, v Naborjetu, Trbižu in skrajnem zahodnem delu gornjesavske doline, v Ratečah in  Kranjski Gori. V 14. stoletju, ko je prišlo do večjega priseljevanja nemškega in furlanskega prebivalstva v Kanalsko dolino in dolino Reklanice, se je prekinila povezava med rezijanščino in ostalo koroško narečno skupino na severu. Od 15. stoletja dalje je rezijanščina prevzela nekatere jezikovne posebnosti Beneške Slovenije (posebej v besedišču). Tretji sloj pa predstavljajo specifične inovacije in razvojne poti, ki so popolnoma lastne rezijanščini in jih ni možno najti v nobenem drugem slovenskem narečju. 
Tako orisan zgodovinski razvoj nam pomaga razumeti posebnosti rezijanščine glede na ostala slovenska narečja. V besedišču je rezijanščina zelo podobna drugim zahodnim narečjem slovenščine, tako tistim iz primorske kot tudi iz koroške narečne skupine: še posebej nadiškemu, terskemu, ziljskemu, briškemu in gornjemu soškemu narečju. Vendar pa se od omenjenih ostro razlikuje po svoji fonetiki oz. izgovorjavi. Rezijanščina zveni zelo drugače od večine drugih slovenskih narečij; kljub temu pa so nekatere od tipičnih značilnosti njene izgovorjave skupne tudi narečjem koroške narečne skupine.

### Vzajemna razumljivost rezijanščine in standardne slovenščine
Pisno rezijanščino lahko govorci slovenskega jezika dobro razumejo, mnogo težje pa jim je razumeti govorjeno, še posebej prebivalcem osrednje in vzhodne Slovenije. Rezijanščina si deli številne posebnosti z ostalimi narečji Primorske in Beneške Slovenije, zato je vzajemno razumljiva komunikacija med temi skupnostmi in govorci teh narečij možna. Po drugi strani pa sta govorjena standardna slovenščina in rezijanščina vzajemno skoraj nerazumljivi, saj se je v sodobni slovenščini izgubilo veliko število arhaizmov, poleg tega pa ima rezijanščina v svojem besedišču tudi pomemben delež besed italijanskega in furlanskega izvora.